# سندرم ژیلبرت
سندرم ژیلبرت (Gilbert's syndrome یا GS یا Gilbert–Meulengracht syndrome) یک بیماری کبدی ژنتیکی خوش‌خیم مزمن است که از علائم اصلی آن زردی پوست و چشم به سبب افزایش غلظت بیلی روبین غیرکونژوگه در خون است. علت افزایش بیلی روبین غیرکونژوگه در خون، کاهش فعالیت آنزیم گلوکورونیل ترانسفراز است که کار این آنزیم کونژوگه کردن بیلی روبین و برخی مولکول‌های چربی دوست دیگر است.
این بیماری در ۳ تا ۱۲ درصد جمعیت دیده می‌شود و در هر دو جنس و در تمام سنین دیده می‌شود اما تمایل چشمگیری به جنس مذکر دارد. این نشانه‌ها از تولد با فرد همراه است اما علائم آن ممکن است تا ۲۰ الی ۴۰ سالگی آشکار نشوند.

## علائم

### زردی
زردی در پوست و صلبیه چشم که به سبب بالا رفتن میزان بیلی روبین غیر کنژوگه در خون پدید می‌آید، خطری جدی ندارد. این زردی به‌ویژه در صورت فعالیت شدید، استرس و ابتلا به بیماری‌ها دیده می‌شود.
سندرم ژیلبرت ممکن است سبب تسریع روند زردی نوزادان شود، به خصوص در حضور همولیز شدید به سبب بیماری‌هایی ازجمله فاویسم شود. این شرایط اگر به سرعت درمان نشود برای نوزاد بسیار خطرناک خواهد بود چون بالا بودن بیلی روبین در این شرایط سبب ناتوانی عصبی در قالب کرن‌ایکتروس می‌شود.

### سم‌زدایی داروها
آنزیم‌هایی که مبتلایان به سندرم ژیلبرت به کمبود آن دچار هستند (ازجمله UGT1A1) مسئول سم‌زدایی برخی داروها نیز هستند برای مثال، سندرم ژیلبرت سبب اسهال شدید و نوتروپنی در افرادی که داروی ایرینوتکان مصرف می‌کنند می‌شود (این دارو با آنزیم UGT1A1 متابولیزه می‌شود). همچنین خطر مسمومیت استامینوفن در مبتلایان به سندرم ژیلبرت زیاد است چون آنزیمی که استامینوفن را متابولیزه می‌کند نیز در مبتلایان به سندرم ژیلبرت کم است.

### آثار قلبی عروقی
برخی بررسی‌ها حاکی از کاهش قابل توجه خطر ابتلا به بیماری عروق کرونر (CAD) در مبتلایان به سندرم ژیلبرت است. در واقع بالا بودن اندک بیلی روبین در خون (1.1 mg/dl تا 2.7 mg/dl) خطر ابتلا به CAD و بیماری قلبی را کاهش می‌دهد.
نتایج یک فرا تحلیل از داده‌های تا سال ۲۰۰۲ توسط این محققان نشان داد تصلب شرایین پیوند نزدیک و معکوسی با بیلی روبین خون دارد. این آثر مثبت به بیلی روبی IXα نسبت داده شده‌است که می‌تواند به عنوان آنتی‌اکسیدان عمل کند.
طبق تحقیقی دیگر، بالا رفتن اندک بیلی روبین خون در سندرم ژیلبرت خطر ابتلا به بیماری عروق کرونر و بیماری قلبی عروقی را به یک سوم کاهش می‌دهد.
تعداد پلاکتها و حجم متوسط پلاکت (MPV) در مبتلایان به سندرم ژیلبرت کمتر است. افزایش بیلی روبین و کاهش MPV و CRP ممکن است روند تصلب شرایین را کندتر کند.

### علائم دیگر
علائم مختلف دیگری نیز توسط مبتلایان گزارش شده‌است: خستگی مزمن، کاهش تمرکز، اضطراب غیرمعمول، بی‌اشتهایی، تهوع، دل‌درد، خارش و غیره. طبق بررسی‌های علمی ارتباطی بین این علائم و بالا بودند بیلی روبین خون وجود ندارد. اما اط لحاظ تئوری، موادی که با آنزیم‌هایی که مبتلایان به این سندرم به کمبود آن‌ها دچارند گلوکورونیده می‌شوند، در مقادیر سمی می‌توانند این علائم را سبب شوند؛ لذا بر سر اینکه اساساً سندرم ژیلبرت باید به عنوان بیماری طبقه‌بندی شود یا نه مورد اختلاف است. البته سندرم ژیلبرت خطر ابتلا به سنگ کیسه صفرا را افزایش می‌دهد.

## ژنتیک
نشانگان ژیلبرت ژنتیکی است و به صورت اتوزومال مغلوب (در ۴-١۶% جمعیت) منتقل می‌شود.
سندرم ژیلبرت با کاهش ۷۰ تا ۸۰ درصدی فعالیت گلوکورونیداسیونی آنزیم UGT1A1 نمود پیدا می‌کند. ژن این آنزیم روی کروموزوم ۲ انسان است. بیش از ۱۰۰ نوع آنزیم UGT1A1 شناخته شده‌است.
در ۹۴ درصد مبتلایان به سندرم ژیلبرت، دو آنزیم گلوکورونوسیل ترانسفراز دیگر یعنی UGT1A6 (با کاهش ۵۰ درصدی در فعالیت) و UGT1A7 (با کاهش ۸۳ درصدی در اثرگذاری) نیز تحت تأثیر قرار می‌گیرند.

## تشخیص
در مبتلایان به سندرم ژیلبرت بیلی روبی غیر کونژوگه در خون بالاتر است اما بیلی روبین کونژوگه در محدودهٔ نرمال است و ۲۰ درصد کل را تشکیل می‌دهد. مقدار بیلی روبین مبتلایان ۲۰ μM تا ۹۰ μM (معادل ۱٫۲ تا 5.3 mg/dl) گزارش شده‌است. مقدار نرمال کمتر از ۲۰ μM است. مقدار بیلی روبین کل در نمونه خون پس از دو روز روزه گرفتن بالاتر هم می‌رود لذا روزه می‌تواند برای تشخیص سندرم ژیلبرت به کار رود.
آزمایش‌های ژنتیکی نیز می‌توانند جهش دی‌ان‌ای UGT1A1 را با واکنش زنجیره‌ای پلیمراز یا با تعیین توالی دی‌ان‌ای تشخیص دهند.

## درمان
اینکه سندرم ژیلبرت یک بیماری هست یا نه مورد اختلاف است اما اگر شخص به هر دلیل بخواهد زردی پوست را رفع کند، القاکننده‌های آنزیم مانند کاربامازپین و فنوباربیتال می‌توانند مقدار بیلی روبین غیر کونژوگه را کاهش دهند و ممکن است علائم دیگر را هم بهبود دهند.
تغییر رژیم غذایی نیز می‌تواند مؤثر باشد. اخیراً یک تحقیق بر روی یک مبتلای سندرم ژیلبرت، علائم مربوط به این بیماری با رژیم غذایی پارینه‌سنگی و به‌خصوص با رژیم غذایی کتوژنی پارینه‌سنگی رفع شدند.

## مبتلایان سرشناس
- ناپلئون بناپارت[۱۶]
- آرتور کورنبرگ (برنده جایزه نوبل)[۱۷]
- بانی آستین (بازیکن تنیس)[۱۸]
- الکساندر دولگوپولوف (بازیکن تنیس)[۱۹]